# Willow Nightingale
Danielle Genevra Paultre (née le 25 janvier 1994 à North Valley Stream (Comté de Nassau) (New York)) est une catcheuse (lutteuse professionnelle) américaine. Elle travaille à la All Elite Wrestling et la Consejo Mundial de Lucha Libre, sous le nom de Willow Nightingale.

## Carrière de catcheuse

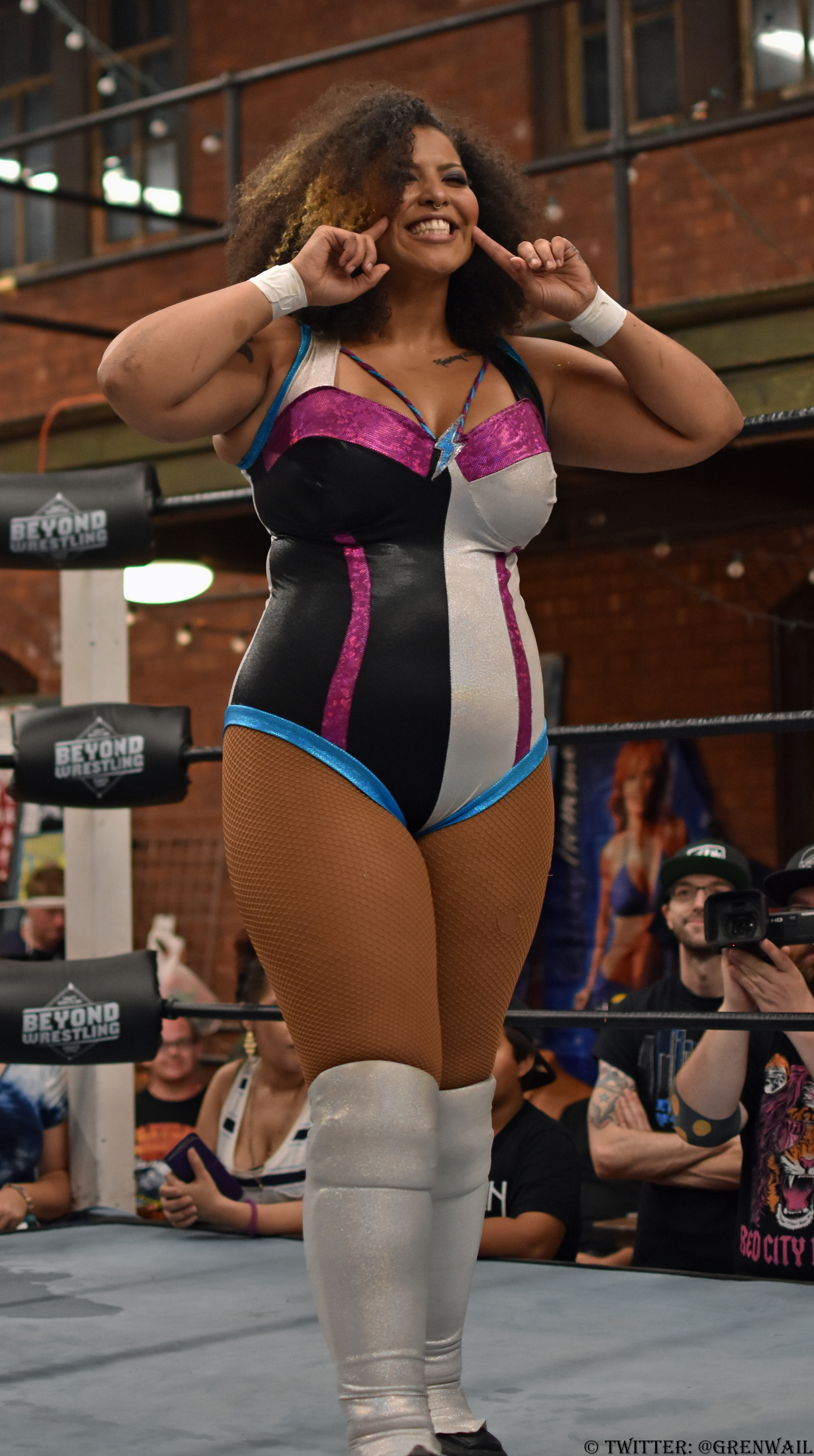
Willow Nightingale, 2018.

### Circuit Indépendant (2015-2021)
Le 27 février 2015 à NYWC We Can Do It de la New York Wrestling Connection, elle fait ses débuts sous le nom de Willow Nightingale, dispute son premier match, mais perd face à Sammy Pickles au premier tour du tournoi pour le titre Starlet de la NYWC.
Un an plus tard à NYWC Psycho Circus XIV, elle devient la nouvelle championne Starlet de la NYWC en battant Aria Cadenza et remporte le titre pour la première fois de sa carrière.
Le 28 juillet, à la suite d'une blessure, elle est contrainte d'abandonner la ceinture, ce qui met fin à un règne de 152 jours.
6 mois plus tard à NYWC Psycho Circus XV, elle redevient championne Starlet, pour la seconde fois, en battant J-Redd.
Le 27 juillet 2018 à QOC Invades Supercon - Tag 1 de la Queens of Combat, Thick And Juicy (Faye Jackson et elle) devient les nouvelles championnes par équipes de la QOC en battant Ruthless Ambition (Maria Manic et Penelope Ford) et remportent les titres pour la première fois de leurs carrières. De ce fait, elle devient également double championne.
Le 23 février 2019 à NYWC Psycho Circus 17 de la New York Wrestling Connection, elle combat aux côtés de King Mega, Brandon Watts, Dave McCall, Nate Carter et Kris Bishop, mais ne conserve pas sa ceinture, éliminée par Kris Statlander dans un Psycho Circus match.
Le 25 janvier 2020 à NYWC Sideshow 2020, elle redevient championne Starlet, pour la troisième fois, en battant Tina San Antonio dans un Steel Cage match. De ce fait, elle redevient, pour la seconde fois, double championne. Le 22 février à NYWC Psycho Circus 18, elle ne conserve pas sa ceinture, battue par sa même adversaire dans un match revanche.
Le 9 octobre à GCW For The Culture 2020 de la Game Changer Wrestling, elle bat Devon Monroe, Faya Jackson et Marti Belle dans un Fatal 4-Way match. Le lendemain à GCW Joey Janela's Spring Break 4, elle ne remporte pas la Clusterfuck Battle Royal, gagnée par Nate Webb. Le lendemain à SHIMMER Volume 118 de la SHIMMER Women Athletes, The Bird And The Bee (Solo Darling et elle) bat Kayla Kassidy et Sierra.
Le 8 avril 2021 à GCW For The Culture 2021 de la Game Changer Wrestling, Thick And Juicy 2.0 (Brooke Valentine et elle) ne remportent pas les titres par équipes Knockouts d'Impact, battues par Fire 'N Flava (Kiera Hogan et Tasha Steelz). Le lendemain à GCW 18: We Run This Town de la Generation Championship Wrestling, elle perd face à Jennacide. Le même soir à GCW Allie Kat's Real Hot Girl Shit de la Game Changer Wrestling, elle bat sa partenaire.

### All Elite Wrestling (2021-...)

#### Débuts, championne TBS, alliance et rivalité avec Kris Statlander (2021-2024)
Le 3 mai à AEW Dark: Elevation, elle fait ses débuts à la All Elite Wrestling, dispute son premier match, mais perd face à Thunder Rosa.
Le 8 avril 2022 à Rampage, elle fait ses débuts dans un show télévisé, dispute son premier match, mais ne se qualifie pas pour le tournoi Owen Hart féminin, battue par Red Velvet.
Le 21 octobre à Rampage, elle bat Leila Grey. Après le match, Tony Schiavone lui annonce qu'elle est officiellement All Elite.
Le 15 juin 2023 à Collision, elle remporte le tournoi Women's Owen Hart Foundation en battant Ruby Soho en finale. 10 soirs plus tard à Forbidden Door, elle ne remporte pas le titre mondial féminin, battue par Toni Storm.
Le 16 décembre à Collision: Winter is Coming, elle fait officiellement équipe avec Kris Statlander et ensemble, les deux catcheuses battent Diamanté et Mercedes Martinez. Le 30 décembre lors du pré-show à Worlds End, elle bat sa coéquipière.
Le 3 mars 2024 lors du pré-show à Revolution, sa partenaire et elle battent Julia Hart et Skye Blue.
Le 21 avril à Dynasty, elle devient la nouvelle championne TBS en rebattant Julia Hart, remporte le titre pour la première fois de sa carrière et son second titre personnel. Le 26 mai à Double or Nothing, elle ne conserve pas sa ceinture, battue par Mercedes Moné qui prend sa revanche sur le match perdu à Resurgence l'année passée. Après le combat, sa ex-coéquipière effectue un Heel Turn et se retourne contre elle. Le 30 juin lors du pré-show à Forbidden Door, Tam Nakano et elle battent Momo Wanatabe et son ancienne équipière.
Le 25 août lors du pré-show à All In, Tomohiro Ishii et elle battent son ancien manager et sa rivale. 13 soirs plus tard à All Out, elle perd face à son ancienne coéquipière dans un Chicago Street Fight match.

#### Diverses rivalités (2024-...)
Le 12 octobre à WrestleDream, elle ne remporte pas le titre mondial féminin, battue par "The Glamour" Mariah May.
Le 5 janvier 2025 lors du pré-show à Wrestle Dynasty, elle ne remporte pas la coupe Internationale féminine, battue par Momo Watanabe en finale dans un 4-Way match qui inclut également Athena et Persephone, et ne devient pas aspirante no 1 à une ceinture de son choix.
Le 25 mai à Double or Nothing, Kenny Omega, Swerve Strickland, The Opps (Samoa Joe, Katsuyori Shibata et Powerhouse Hobbs) et elle battent les Young Bucks (Matthew et Nicholas Jackson) et Death Riders (Jon Moxley, Claudio Castagnoli, Wheeler Yuta et Marina Shafir) dans un Anarchy in the Arena match. 
Le 12 juillet à All In, elle ne remporte pas le Women's Casino Gauntlet match, gagné par Athena, et un contrat qui lui permet d'avoir un championnat à tout moment.

### New Japan Pro-Wrestling (2023)
Le 21 mai à Resurgence, elle fait ses débuts à la New Japan Pro-Wrestling, où elle participe au tournoi pour le championnat féminin Strong, bat Momo Kohgo en demi-finale et devient la championne inaugurale en battant Mercedes Moné en finale.
Le 4 juillet à NJPW STRONG Independence Day - Tag 1, Momo Kohgo et elle battent Mafia Bella (Giulia et Thekla). Le lendemain à NJPW STRONG Independence Day - Tag 2, elle ne conserve pas sa ceinture, battue par Giulia.

### Ring of Honor (2021-2023)
Le 2 juin à ROH Women's Division Wednesday #6, elle fait ses débuts à la Ring of Honor, dispute son premier match et bat Alex Garcia.
Le 11 décembre à Final Battle, elle ne remporte pas le titre mondial féminin de la ROH, battue par Rok-C.
Le 1er avril 2022 à Supercard of Honor, elle ne devient pas championne du monde de la ROH par intérim, battue par Mercedes Martinez.
Le 23 juillet lors du pré-show à Death Before Dishonor, elle bat Allysin Kay.
Le 10 décembre lors du pré-show à Final Battle, elle bat Trish Adora.
Le 31 mars 2023 lors du pré-show à Supercard of Honor, elle bat Miranda Alize.
Le 21 juillet à Death Before Dishonor, elle ne remporte pas le titre mondial féminin de la ROH, battue par Athena par soumission.

### Consejo Mundial de Lucha Libre (2024-...)
Le 13 juillet 2024 à CMLL Fantastia Mania, elle devient la nouvelle championne du monde du CMLL en battant Lluvia et Viva Van dans un 3-Way match et remporte le titre pour la première fois de sa carrière.
2 mois plus tard à CMLL 91st Anniversary Show, elle ne conserve pas sa ceinture, battue par Zeuxis.

## Palmarès
- All Elite Wrestling
  - 1 fois championne TBS
  - Vainqueure de la Women's Owen Hart Cup (2023)
- Consejo Mundial de Lucha Libre
  - 1 fois championne du monde
- New Japan Pro-Wrestling
  - 1 fois championne Strong

## Récompenses des magazines
- Pro Wrestling Illustrated

| Année | 2020 | 2021 | 2022 | 2023 | 2024 |
| ----- | ---- | ---- | ---- | ---- | ---- |
| Rang  | 94   | 57   | 40   | 8    | 8    |

## Vie privée
Elle est en couple, depuis 6 ans, avec le catcheur indépendant, Rex Lawless.